# Chlóris

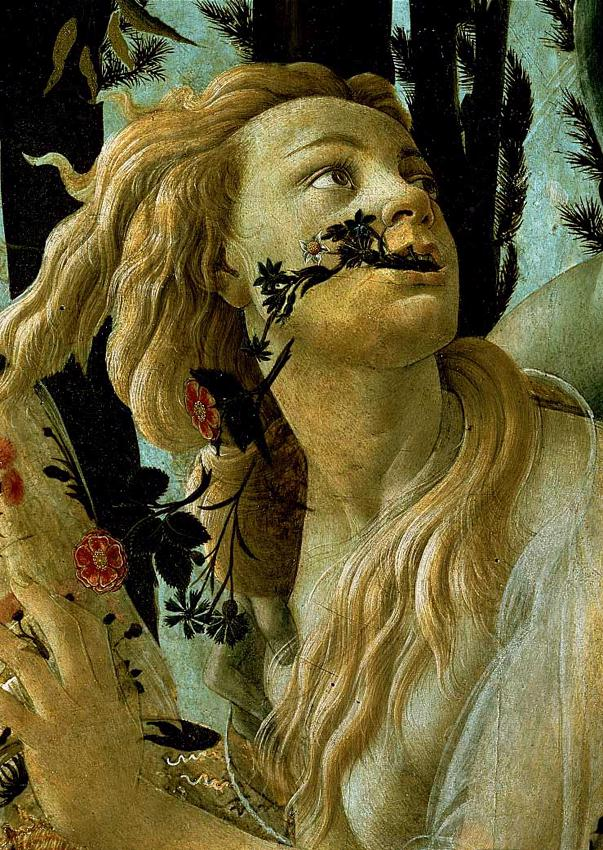
Vyobrazení bohyně Chlóris na obrazu Primavera italského malíře Botticelliho.

Chlóris je jméno tří postav řecké mytologie.
1. Bohyně Chlóris byla jednou z Hór, manželka boha větru Zefyra. Jejím římským protějškem byla bohyně Flora, pod palcem měla jaro a květy.
2. Nejmladší ze sedmi krásných dcer thébského krále Amfiona a jeho manželky Niobé. Její matka, personifikace pýchy, urazila Létó, matku Apollóna a Artemis, jež jí to oplatila smrtí jejích sedmi synů. Čerstvá vdova Niobé však byla pyšná dál, protože jí zbylo ještě sedm dcer a neváhala urazit Letó ještě jednou. Niobé, tedy přišla rukou Artemis i o své dcery, nicméně její pýchu zlomila až smrt dcery nejmladší, tedy Chloris. Některé zdroje ale uvádějí že Chloris a její nejmladší bratr Amyklás byli jediná z přeživších a pýchu Niobé zlomila smrt předposlední dcery.
3. Manželka Pylského krále Nelea, dcera krále Amfíona z Mínie. Měla dceru Peró a dvanáct synů, z nichž jedenáct zahynulo při pomoci králi Augeiovi ve válce proti Héraklovi. Přežil jen syn Nestór, později nejstarší vůdce achájského vojska ve výpravě proti Tróji.